# Ron Hill
Ronald J. „Ron“ Hill MBE (* 25. September 1938 in Accrington, Lancashire; † 23. Mai 2021 in Tameside) war ein britischer Langstreckenläufer. Der 1,67 m große und in seiner Wettkampfzeit 61 kg schwere Hill wurde 1969 Europameister im Marathonlauf.

## Sportliche Karriere
Seinen ersten internationalen Start absolvierte Hill bei den Europameisterschaften 1962 in Belgrad, als er im Marathonlauf aufgab. Bei den Olympischen Spielen 1964 in Tokio belegte Hill nach 29:53,0 min Platz 18 im 10.000-Meter-Lauf, im Marathonlauf wurde er 19. in 2:25:34,4 h. Hill erreichte Platz 5 im 6-Meilen-Lauf bei den British Empire and Commonwealth Games 1966 in Kingston. Einen Monat später bei den Europameisterschaften in Budapest belegte er den 12. Platz im Marathon in 2:26:04,8 h.
Bei den Olympischen Spielen 1968 trat Hill in der Höhe von Mexiko-Stadt nur über 10.000 Meter an und belegte den siebten Platz in 29:53,2 min. In der Hitze von Athen siegte er bei den Europameisterschaften 1969 in Athen in 2:16,47,8 h vor dem Belgier Gaston Roelants und dem Schotten Jim Alder. Er war damit nach Brian Kilby und Jim Hogan der dritte britische Marathoneuropameister der 1960er Jahre.
Hill hatte 1965 die Weltrekorde über 15 Meilen und über 25 Kilometer verbessert. 1968 steigerte er zweimal den Weltrekord im 10-Meilen-Lauf. 1970 verbesserte er den britischen Rekord im Marathonlauf, als er den Boston-Marathon in 2:10:30 h gewann und den Streckenrekord um drei Minuten verbesserte. Bei den British Commonwealth Games siegte er am 23. Juli 1970 in Edinburgh in 2:09:28 h mit fast drei Minuten Vorsprung auf Jim Alder. Bis dahin war nur dem Australier Derek Clayton ein schnellerer Marathonlauf gelungen; Clayton war in Edinburgh auch am Start, gab aber auf.
Bei den Europameisterschaften 1971 in Helsinki siegte der Belgier Karel Lismont vor dem Briten Trevor Wright, Hill wurde in 2:14:34,8 h Dritter. Ein Jahr später belegte Hill den sechsten Platz beim olympischen Marathon in München. Bei den British Commonwealth Games 1974 wurde er noch einmal 18. mit 21 Minuten Rückstand auf den Sieger Ian Thompson.

## Leben nach dem Leistungssport
Ron Hill studierte Chemie an der Universität Manchester und promovierte später. Er spezialisierte sich auf Textilien und baute eine Sportbekleidungsfirma unter dem Namen Ronhill and Hilly Clothing Company auf.
1971 wurde ihm der Orden MBE verliehen. 1981 schrieb er seine Autobiographie A long Hard Road. In zwei Bänden schildert er detailliert sein tägliches Training seit 1964, das er auch nach seiner Karriere nie aufgab. 1996 lief er beim hundertsten Boston-Marathon sein letztes Marathonrennen. Von 115 Marathons in 55 Staaten lief er 112 unter 2:50 Stunden und 29 unter 2:20 Stunden.